# Lappula sinaica
Lappula sinaica là loài thực vật có hoa trong họ Mồ hôi. Loài này được (DC.) Asch. & Schweinf. mô tả khoa học đầu tiên năm 1887.